# Burgstall Schlossberg (Gauting)
Der hochmittelalterliche Burgstall Schlossberg (Schlösslberg) liegt etwa 1500 Meter nördlich der Kirche von Leutstetten auf dem östlichen Rand des Würmtales (Landkreis Starnberg) in Oberbayern (Gemeinde Gauting, Gemarkung Unterbrunn). Unterhalb der kleinen Veste haben sich auf der gegenüberliegenden Seite der Würm die Erdwerke einer Wallanlage unbekannter Zeit- und Zweckbestimmung erhalten, die manchmal als Vorwerk bzw. Brückenkopf der Burg interpretiert wird.

## Geschichte
Der Burgstall zeigt die typische zweiteilige Anlage hochmittelalterlicher Ministerialenburgen, dürfte also zwischen dem 11. und dem 13. Jahrhundert angelegt worden sein. Einige 1972 aufgelesene Keramikscherben werden in das 11. Jahrhundert datiert und bestätigen so diese zeitliche Einordnung. Die Hanggräben der Kernburg deuten zusätzlich auf eine Entstehung im frühen Hochmittelalter, als solche frühmittelalterlichen Befestigungselemente noch einige Jahrzehnte weiterverwendet wurden.
Ein Atto von Königswiesen erscheint bereits 934 als Vasall der Grafen oder des Klosters Ebersberg in einer Schriftquelle. Dieser Edelmann kann auch auf einem befestigten Hof im Ortsbereich gelebt haben und muss nicht zwangsläufig in genealogischem Zusammenhang mit den Erbauern der Burg stehen. Zur Zeit der Ersterwähnung der nahen Karlsburg 1114/1123 sind im Gemeindebereich von Königswiesen (1865 bis auf die Kapelle abgebrochen) Ortsadelige nachweisbar, in deren Sippen mehrmals die Namen Wicmann und Huc vorkommen.
Die Kleinburg über dem Würmtal liegt nur einige hundert Meter nördlich der großen Karlsburg. Dieser Burgstall erinnert in seiner Anlage an die großen frühmittelalterlichen Ungarnschutzburgen der ersten Hälfte des 10. Jahrhunderts, die sich besonders in der Region um die Bischofsstadt Augsburg in zahlreichen eindrucksvollen Beispielen erhalten haben (Ungarnwälle). Im Hochmittelalter entstand hier eine der größten Steinburgen der Region.
Auch das Vorwerk des Schlossberges könnte auf eine kleinere früh- oder vormittelalterliche Fliehburg zurückgehen, die Burg selbst zeigt keine eindeutigen derartigen typologischen Merkmale. Sie erscheint eher als einer jener zahlreichen kleineren Satellitenburgen, die sich häufig im Umfeld größerer Dynastenburgen nachweisen lassen. Auf solchen Kleinburgen lebten meist die Vasallen und Dienstleute der mächtigeren Feudalherren und versuchten, deren ritterliche Lebensweise in bescheidenem Rahmen zu übernehmen. Auch südlich der Karlsburg liegt auf dem Schönberg bei Leutstetten ein hochmittelalterlicher Turmhügel als möglicher Sitz eines Dienstmannes der Karlsberger Burgherren. Die Karlsberger dienten wiederum den Pfalzgrafen von Bayern. Die Karlsburg lag zwischen zwei großen Waldgebieten, die wohl Königsgut waren und von der Burg aus verwaltet wurden.
Die eigentliche Zweckbestimmung der Anlage auf dem Schlossberg bleibt jedoch spekulativ. Wie bei zahlreichen anderen Bodendenkmälern haben sich keinerlei urkundlichen und sonstigen Überlieferungen zur Geschichte des Objektes erhalten. Vielleicht sollte die Veste zusammen mit dem westlichen Vorwerk den Fluss überwachen, der direkt am Burgberg vorbei nach Norden fließt. Die Höhenburg liegt nur etwa 20 Meter über dem Flusslauf. Möglicherweise geht die Wallanlage auf der anderen Uferseite auf eine ältere kleine Wehranlage zurück, in der etwa 200 bis 300 Menschen kurzfristig Schutz suchen konnten, oder es handelt sich um ein Vorwerk eines größeren Ungarnwalles auf dem Karlsberg.

## Beschreibung

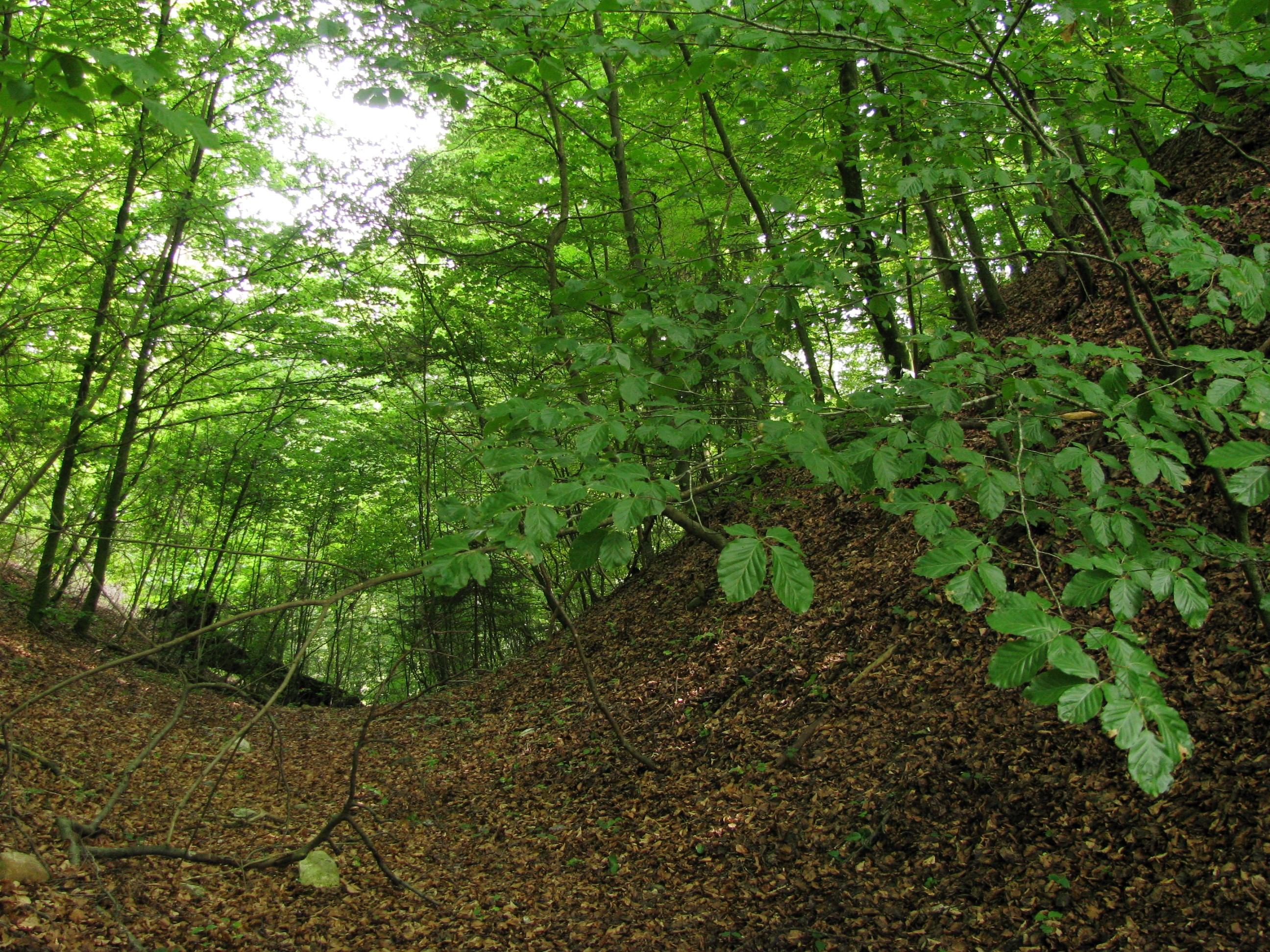
Nordöstlicher Halsgraben

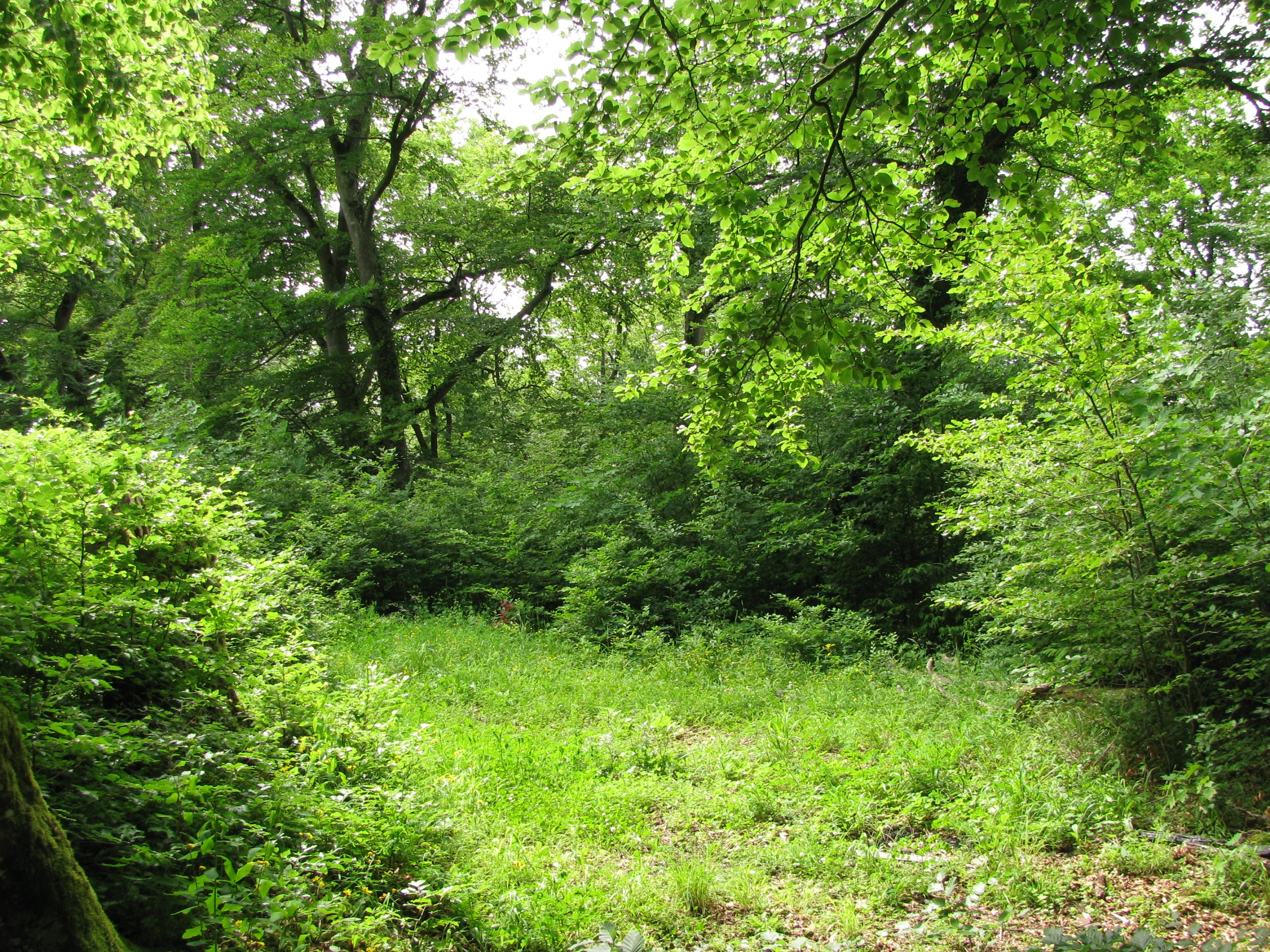
Hauptburgplateau nach Westen

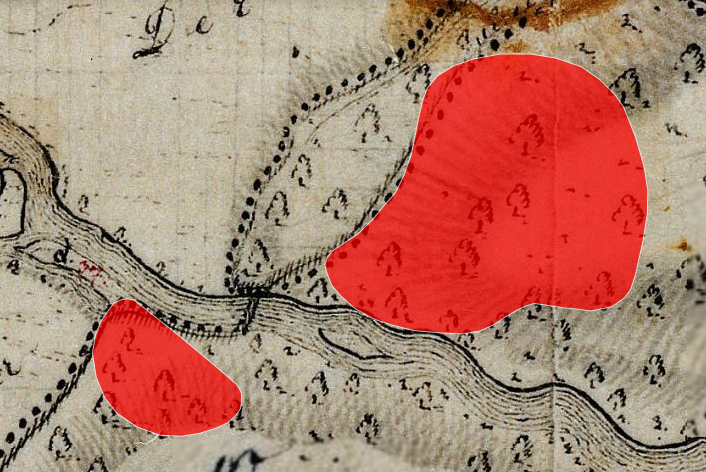
Lageplan von Burgstall Schlossberg (Gauting) auf dem Urkataster von Bayern

### Burgstall
Die Höhenburg wurde auf einem nach Südwesten ausspringenden Geländesporn über einer Würmschleife angelegt. Die östlich vorgelagerte Vorburg wird durch einen mächtigen, bis zu zehn Meter tiefen Halsgraben von der Hauptburg getrennt. Auch im Südwesten schützt ein kurzer Graben von etwa vier Meter Tiefe das trapezförmige Hauptburgplateau. Das etwa 40 Meter lange, nur 10 bis 25 Meter breite Plateau der Kernburg wird an den Längsseiten von Hanggräben begleitet, die in die Halsgräben übergehen. Die Grabensohlen liegen hier ungefähr sechs bis sieben Meter unter dem Innenraumniveau. Die äußeren Randwälle sind maximal noch einen Meter hoch erhalten. Hinter den beiden Halsgräben sind schildmauerähnliche Schuttwälle zu erkennen. Vor dem nordwestlichen Grabeneinschnitt der Kernburg ist die mächtige Halde des Grabenaushubes zu erkennen.
Die schmalrechteckige Vorburg (ca. 25 mal 75 Meter) wird im Nordosten durch einen niedrigen, nur bis zu knapp einem Meter hohen Wall geschützt, dem außen ein Graben entsprechender Tiefe vorgelegt ist. Die Fläche der Vorburg umfasst etwa 750 m², die Hauptburg ist etwa 700 bis 800 m² groß. Die Wallanlagen im Tal umlaufen etwa 600 m².
Die nahe Reismühle im Würmtal könnte auf die Burgmühle zurückgehen, der Standort eines zugehörigen Bau- bzw. Wirtschaftshofes ist unklar.
Der Burgstall wurde 1983 durch das Bayerische Landesamt für Denkmalpflege topographisch vermessen und aufgenommen (s. Schober: Landkreis Starnberg).
Das Landesamt verzeichnet das Bodendenkmal als mittelalterlichen Burgstall unter der Denkmalnummer D-1-7934-0009 als „Burgstall des hohen Mittelalters ("Schlossberg")“ .

### Wallanlage
Die kleine Wallanlage auf der westlichen Würmseite liegt auf einem markanten, etwa acht Meter über den Talboden aufragenden natürlichen Erdriegel. Das Plateau dieses Geländerückens wird auf der Innenseite nach Norden, Westen und Süden von einem brustwehrähnlichen Randwall von etwa einem Meter Höhe umlaufen. Auf der Ostseite zur Würm sind keine Wallspuren zu erkennen.
Von Westen ermöglicht eine Berme oder ein ehemaliger Hanggraben den bequemen Aufstieg auf das Plateau. Diese Geländestufe senkt sich hier bis auf ungefähr zwei Meter über den Hügelfuß ab.
Der hohe Erdriegel ragt in etwa 30 Meter Abstand zum heutigen Flussbett auf. Verbindende Befestigungsreste zwischen der Würm und der Wallanlage sind nicht erkennbar.
Die Wallanlage im Tal wird vom Landesamt als „Vorwerk oder befestigter Brückenkopf des hohen Mittelalters“ gelistet (Denkmalnummer D-1-7934-0065).